# Hypnella flavescens
Hypnella flavescens là một loài Rêu trong họ Sematophyllaceae. Loài này được (Hook. & Grev.) A. Jaeger mô tả khoa học đầu tiên năm 1877.